# PipeWire
PipeWire ist ein Server für Audio und Video für Linux. Es wurde von Wim Taymans bei Red Hat initiiert. Es behandelt Multimedia Routings und Pipelining.

## Geschichte
2015 startete Wim Taymans mit der Arbeit an PipeWire. Die Arbeit basierte auf den Ideen einiger Projekte wie PulseVideo von William Manley.
Laut Christian Schaller von Red Hat schöpfte es viele seiner Ideen aus einem frühen PulseVideo-Prototyp von Manley und baut auf einem Teil des Codes auf, der aufgrund dieser Bemühungen in GStreamer zusammengeführt wurde. Ein Ziel war es, die Handhabung von Video unter Linux auf die gleiche Weise zu verbessern, wie PulseAudio die Handhabung von Audio verbessert hat.
Obwohl es sich um ein von PulseAudio separates Projekt handelt, erwog Wim Taymans ursprünglich, den Namen „PulseVideo“ für das neue Projekt zu verwenden. Bis Juni 2015 wurde der Name Pinos nach einer Stadt verwendet, in der Taymans früher lebten, Pinos de Alhaurin in Spanien.
Anfangs verarbeitete Pinos nur Videostreams. Anfang 2017 hatte Taymans begonnen, an der Integration von Audiostreams zu arbeiten. Er wollte, dass das Projekt sowohl Verbraucher- als auch professionelle Audio-Anwendungsfälle unterstützt. Für Ratschläge zur professionellen Audioimplementierung konsultierte er Paul Davis (Jack-Entwickler) und Robin Gareus (Ardour-Entwickler). Zu diesem Zeitpunkt wurde der Name PipeWire für das Projekt angenommen.
Im November 2018 änderte das Projekt die Lizenz von der LGPL zur MIT-Lizenz.
Im April 2021 wurde PipeWire als Standard-Audioserver in Fedora Linux 34 als erste Linux-Distribution veröffentlicht.
Ein Jahr später änderte Pop! OS 22.04 seinen Standard-Audioserver zu PipeWire und Ubuntu in der Version 22.10.

## Eigenschaften
Auf diese Eigenschaften zielt das Projekt ab:
- Es arbeitet mit Sandbox-Flatpak-Applikationen.[4][13][20]
- Unterstützung von sicheren Methoden für Screenshots und Screencasts bei Verwendung eines Wayland-Compositors.[5][20][21]
- Eine einheitliche Verarbeitung unter JACK und PulseAudio.[5][8][21][22]

## Kritik
PipeWire hat viel Lob erhalten, besonders unter Gnome und Arch Linux. Insbesondere, da es Probleme behebt, die einige PulseAudio-Benutzer hatten, einschließlich hoher CPU-Auslastung, Bluetooth-Verbindungsproblemen und Problemen in Verbindung mit dem JACK-Backend.